# San Luca
San Luca község (comune) Calabria régiójában, Reggio Calabria megyében.

## Fekvése
A megye központi részén fekszik, az Aspromonte területén. Határai: Benestare, Bovalino, Careri, Casignana, Cosoleto, Delianuova, Samo, Sant’Agata del Bianco, Santa Cristina d’Aspromonte és Scido.

## Története
Első írásos említése a 14. századból származik. A földcsuszamlások által elpusztított Potamia település lakosai alapították. Korabeli épületeinek nagy része az 1783-as calabriai földrengésben elpusztult. A 19. században nyerte el önállóságát, amikor a Nápolyi Királyságban felszámolták a feudalizmust.

## Népessége
A népesség számának alakulása:

## Főbb látnivalói
- San Sebastiano-templom
- Santa Maria della Pietà-templom
- Madonna della Montagna-templom